# William Sutherland Dun
William Sutherland Dun (1 de juliol del 1868 – 7 d'octubre del 1934) fou un paleontòleg i geòleg australià. També fou president de la Societat Reial de Nova Gal·les del Sud.
Dun era el fill del Major Percy Henderson Dun, que havia format part de l'exèrcit de la Companyia Britànica de les Índies Orientals, i la seva dona Catherine Eliza June, nascuda Duncan, i va néixer a Cleveland House, Cheltenham, Anglaterra. La família es va mudar a Austràlia el 1869.
Dun va estudiar a la Universitat de Sydney. A partir del 8 d'abril del 1890 va fer pràctiques al Servei Geològic de Nova Gal·les del Sud i va ser assistent d'Edgeworth David durant el seu treball al jaciment de carbó del riu Hunter. Dun va deure la majoria de la seva formació a Robert Etheridge, Junior. El 1892 va aprovar els seus exàmens finals de geologia i paleontologia amb matrícula d'honor i el 1893 va ser contractat com a paleontòleg assistent al Servei Geològic. El 1899 va ser anomenat paleontòleg al Servei i el 1902 va començar com a professor d'educació superior de la Universitat de Sydney.
El 1913 i 1914, Dun va ser president de la Linnean Society de Nova Gal·les del Sud i el 1918 i 1919 president de la Societat Reial de Nova Gal·les del Sud. Va dimitir del Servei Geològic el 1933, però va continuar sent professor d'universitat fins a la seva mort. Va morir de càncer el 7 d'octubre del 1934. Els seus escrits es troben als Records of the Geological Survey of New South Wales.